# Nishiwaki Tetsuya
Tetsuya Nishiwaki (sinh ngày 22 tháng 5 năm 1977) là một cầu thủ bóng đá người Nhật Bản.

## Sự nghiệp câu lạc bộ
Tetsuya Nishiwaki đã từng chơi cho Omiya Ardija.